# Unterseeboot U-62 (1916)
Pour les autres navires du même nom, voir Unterseeboot 62.
L'Unterseeboot U-62 est l’un des 329 sous-marins servant dans la marine impériale allemande pendant la Première Guerre mondiale. L'U-62 a été engagé dans la guerre navale et a pris part à la première bataille de l'Atlantique.
Le 8 mars 1917, l'U-62 coula le cargo charbonnier Storstad, le navire qui avait éperonné et coulé le paquebot RMS Empress of Ireland dans l’une des plus meurtrières catastrophes maritimes de l’histoire moderne en temps de paix.
Le 7 août 1918, il torpille le croiseur cuirassé français Dupetit-Thouars, qui coule avec la perte de 13 membres d’équipage.

## Affectations
- IIe flottille : du 15 février 1917 au 11 novembre 1918.

## Commandants
- Kapitänleutnant Ernst Hashagen[1] : du 30 décembre 1916 au 24 décembre 1917.
- Kptlt. Otto Wiebalck[2] : du 25 décembre 1917 au 9 mars 1918.
- Kptlt. Ernst Hashagen[1] : du 10 mars au 11 novembre 1918.

## Navires coulés
| Date             | Nom                 | Nationalité      | Tonnage | Destin.   |
| ---------------- | ------------------- | ---------------- | ------- | --------- |
| 8 mars 1917      | SS Storstad         | Norvège          | 6028    | Coulé     |
| 8 mars 1917      | Vega                | Empire russe     | 452     | Coulé     |
| 10 mars 1917     | Marie               | France           | 127     | Coulé     |
| 11 mars 1917     | Thrift              | Royaume-Uni      | 40      | Coulé     |
| 12 mars 1917     | Algonquin           | États-Unis       | 1806    | Coulé     |
| 12 mars 1917     | Collingwood         | Norvège          | 1042    | Coulé     |
| 12 mars 1917     | Jules Gommes        | France           | 2595    | Coulé     |
| 13 mars 1917     | Dag                 | Suède            | 250     | Coulé     |
| 14 mars 1917     | Rose Lea            | Royaume-Uni      | 2830    | Coulé     |
| 23 mars 1917     | Tres Fratres        | Pays-Bas         | 297     | Coulé     |
| 27 avril 1917    | Dunmore Head        | Royaume-Uni      | 2293    | Coulé     |
| 27 avril 1917    | Inveramsay          | Royaume-Uni      | 1438    | Coulé     |
| 30 avril 1917    | Fortunata           | Italie           | 3348    | Coulé     |
| 30 avril 1917    | HMS Tulip           | Royal Navy       | 1250    | Coulé     |
| 3 mai 1917       | Frederick Knight    | Royaume-Uni      | 3604    | Coulé     |
| 4 mai 1917       | Jörgen Olsen        | Danemark         | 310     | Endommagé |
| 7 mai 1917       | Polamhall           | Royaume-Uni      | 4010    | Coulé     |
| 10 mai 1917      | Bérangère           | France           | 2851    | Coulé     |
| 10 mai 1917      | Gazelle             | Norvège          | 288     | Coulé     |
| 13 juin 1917     | Candace             | Norvège          | 395     | Coulé     |
| 13 juin 1917     | Sylvia              | Norvège          | 148     | Coulé     |
| 16 juin 1917     | Kornsø              | Danemark         | 115     | Coulé     |
| 20 juin 1917     | Bengore Head        | Royaume-Uni      | 2490    | Coulé     |
| 21 juin 1917     | Lord Roberts        | Royaume-Uni      | 4166    | Coulé     |
| 24 juin 1917     | South Wales         | Royaume-Uni      | 3668    | Coulé     |
| 25 juin 1917     | Guildhall           | Royaume-Uni      | 2609    | Coulé     |
| 26 juin 1917     | Gorsemore           | Royaume-Uni      | 3079    | Endommagé |
| 26 juin 1917     | Cattaro             | Royaume-Uni      | 2908    | Coulé     |
| 26 juin 1917     | Manistee            | Royaume-Uni      | 3869    | Coulé     |
| 10 août 1917     | Orion I             | Norvège          | 322     | Coulé     |
| 15 août 1917     | Albertha            | Danemark         | 170     | Coulé     |
| 24 août 1917     | Henriette           | France           | 2005    | Coulé     |
| 30 août 1917     | Eastern Prince      | Royaume-Uni      | 2885    | Coulé     |
| 30 août 1917     | Grelhame            | Royaume-Uni      | 3740    | Coulé     |
| 30 août 1917     | Noya                | Royaume-Uni      | 4282    | Coulé     |
| 13 octobre 1917  | Woodburn            | Royaume-Uni      | 2360    | Endommagé |
| 17 octobre 1917  | Adams               | Royaume-Uni      | 2223    | Coulé     |
| 18 octobre 1917  | Madura              | Royaume-Uni      | 4484    | Coulé     |
| 19 octobre 1917  | SS J. L. Luckenbach | États-Unis       | 4920    | Endommagé |
| 19 octobre 1917  | HMS Orama           | Royal Navy       | 12927   | Coulé     |
| 11 décembre 1917 | Oldfield Grange     | Royaume-Uni      | 4653    | Coulé     |
| 14 décembre 1917 | Hare                | Royaume-Uni      | 774     | Coulé     |
| 15 décembre 1917 | Formby              | Royaume-Uni      | 1282    | Coulé     |
| 17 décembre 1917 | Coningbeg           | Royaume-Uni      | 1279    | Coulé     |
| 16 mai 1918      | Heron Bridge        | Royaume-Uni      | 2422    | Coulé     |
| 16 mai 1918      | Llancarvan          | Royaume-Uni      | 4749    | Coulé     |
| 24 mai 1918      | Ruth Hickman        | Royaume-Uni      | 417     | Coulé     |
| 27 mai 1918      | Merionethshire      | Royaume-Uni      | 4308    | Coulé     |
| 28 mai 1918      | Cairnross           | Royaume-Uni      | 4016    | Coulé     |
| 30 mai 1918      | Ausonia             | Royaume-Uni      | 8153    | Coulé     |
| 7 août 1918      | Dupetit-Thouars     | Marine nationale | 9517    | Coulé     |
| 7 août 1918      | Lorna               | Norvège          | 3286    | Coulé     |
| 8 août 1918      | Westward Ho         | États-Unis       | 5814    | Endommagé |